# Kỳ lân (phương Tây)

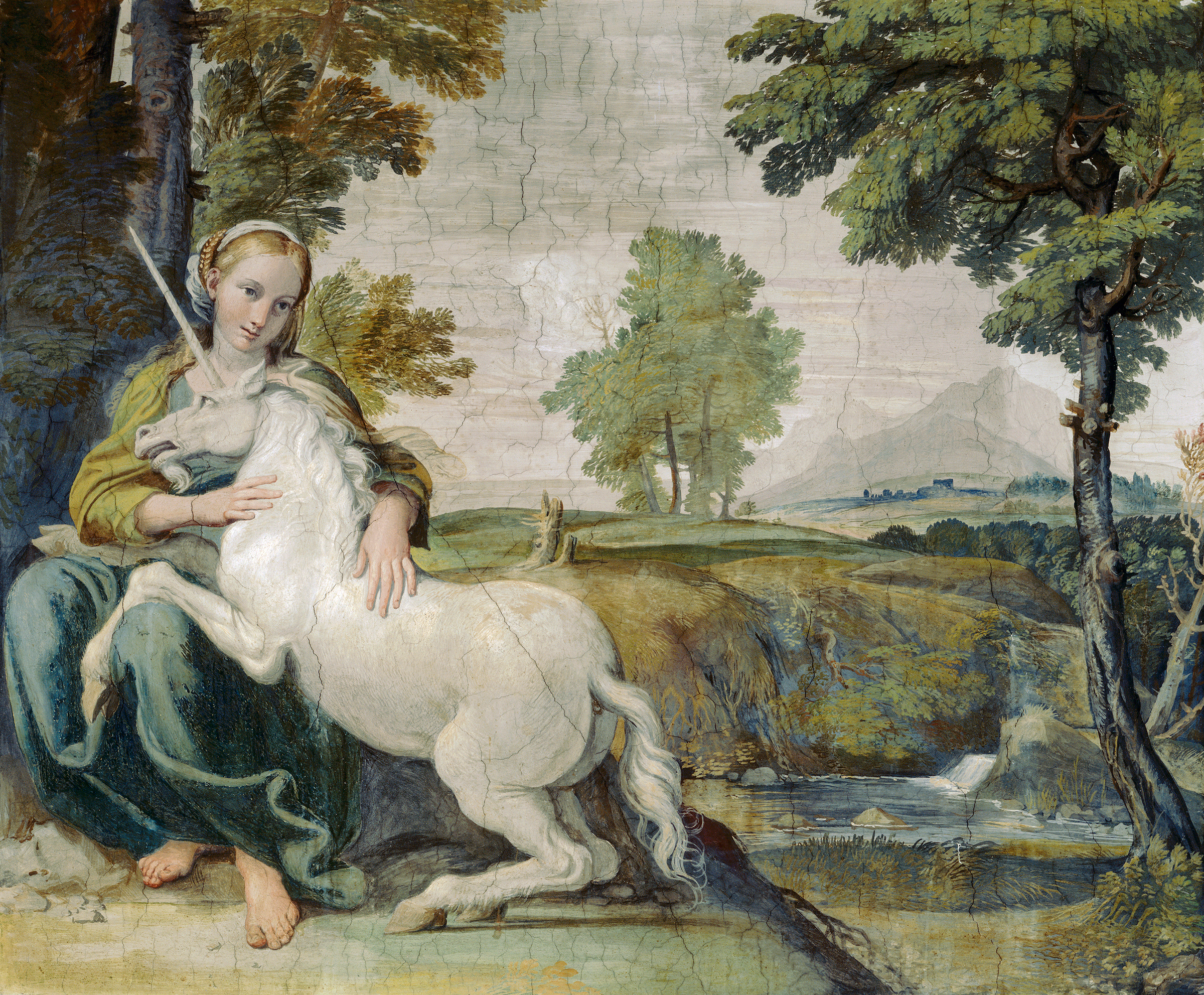
Bức Trinh nữ dịu dàng và trầm ngâm có sức mạnh thuần dưỡng kỳ lân (1602), tranh fresco,Domenico Zampieri, trưng bày tại Palazzo Farnes, Roma

Kỳ lân trong văn hóa châu Âu hay còn gọi là Ngựa một sừng là một sinh vật thần thoại, với hình dáng phổ biến được biết đến như là con ngựa trắng có một sừng trên trán (hoặc có thể có 2 cánh). Tuy vậy, kỳ lân truyền thống còn có thêm chòm râu dê, đuôi sư tử, và bộ móng xẻ như trâu bò khiến nó khác biệt với một con ngựa thông thường.

## Lịch sử

### Kỳ lân cổ xưa

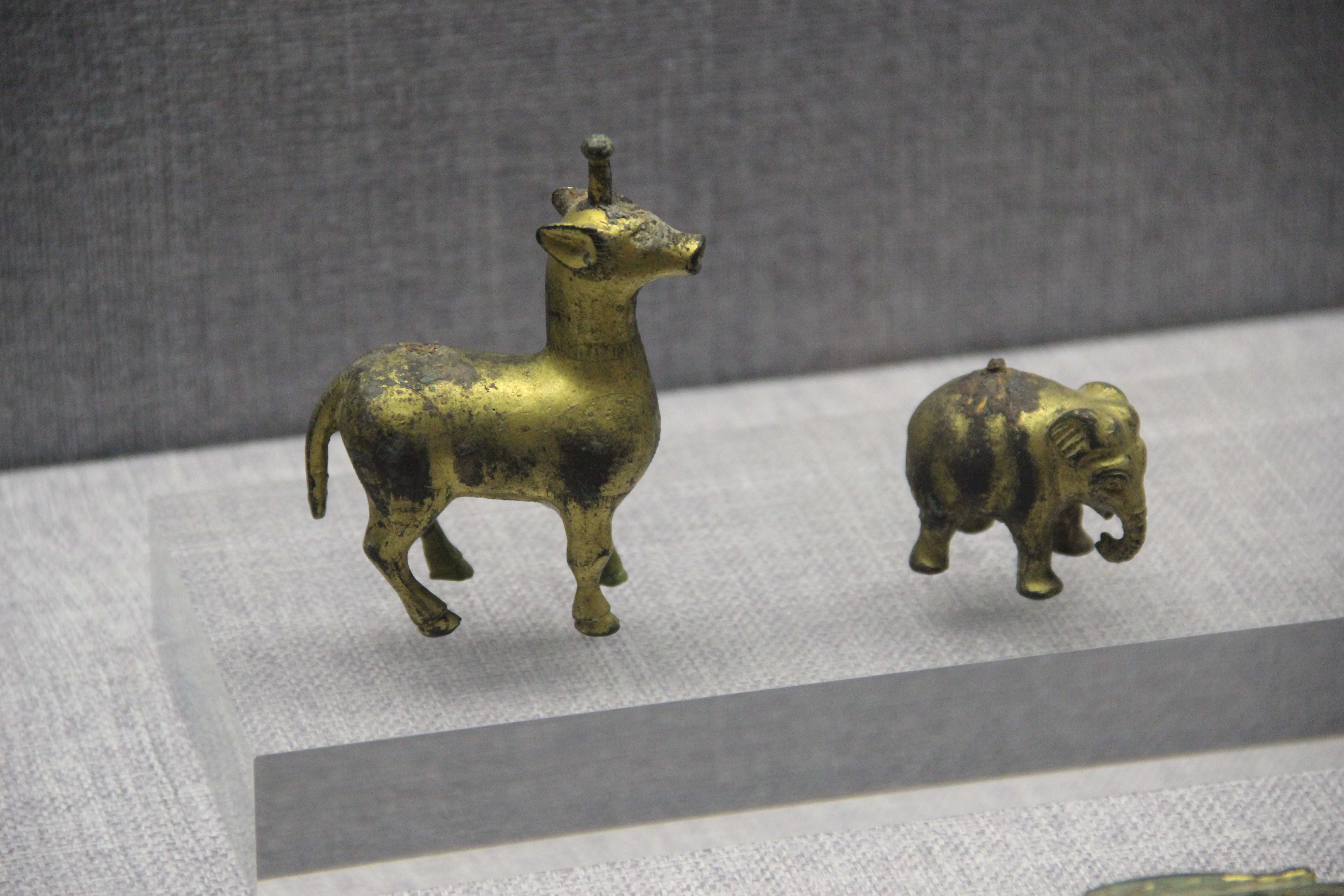
Tượng đồng kỳ lân thời Hán

Hình tượng con vật một sừng đã được tìm thấy trên một số con dấu từ văn minh lưu vực sông Ấn. Những con dấu với thiết kế như vậy được cho là mang dấu hiệu của vai vế cao cấp trong xã hội thời đó. Một con vật được gọi là Re'em (tiếng Hebrew: רְאֵם, có nghĩa là "Tê giác") được đề cập tới tại một số phần trong Kinh thánh Hebrew, thường như là một ẩn dụ đại diện cho sức mạnh. Đây là con vật thường được mô tả trong nghệ thuật nền văn minh Lưỡng Hà cổ xưa, chỉ với một sừng nhìn thấy được.. Những bản dịch Kinh Thánh (1611) có thẩm quyền của King James, đã lấy từ Unicorn, hay kinh Hy Lạp lấy từ monokeros và kinh La Mã lấy từ unicornus, để dịch từ Re'em, cung cấp một loài vật một sừng không thể thuần hóa mà dân gian có thể nhận ra được.
Kỳ lân không được tìm thấy trong thần thoại Hy Lạp, mà đúng hơn là trong các lĩnh vực của lịch sử tự nhiên. Các học giả Hy Lạp về lĩnh vực lịch sử tự nhiên đã cho rằng thực tế kỳ lân sống tại Ấn Độ, một vương quốc xa xôi và tuyệt vời dành cho chúng. Mô tả sớm nhất là từ Ctesias, người đã miêu tả chúng như là những con lừa hoang dã, rất nhanh chân, có một sừng dài chừng một cubit rưỡi (khoảng 70 cm) và lông màu trắng, đỏ hoặc đen. Aristotle đã theo Ctesias sau khi ông đề cập đến một trong hai loài động vật một sừng, các con oryx (một loại linh dương) và cái gọi là “lừa Ấn Độ”.
Strabo cho biết, ở vùng Kavkaz (tại Trung Đông) có loài ngựa một sừng với cái đầu giống loài nai. Pliny thì đề cập đến các con oryx và bò Ấn Độ (có thể là một con tê giác) là một trong những con thú một sừng, cũng như “con vật rất hung dữ gọi là monoceros có chiếc đầu của nai, bàn chân của voi và đuôi của heo rừng, trong khi phần còn lại của cơ thể lại tương tự như của ngựa và có một sừng đen đâm ra từ giữa trán dài tầm hai cubit”. Trong khi đó, kỳ lân (麒麟) trong văn hóa Trung Hoa lại là một sinh vật gần giống con Chimera (thần thoại), với mình nai, đầu sư tử, vảy xanh lục và chiếc sừng cong dài hướng về phía trước. Cụ thể xem bài viết về kỳ lân. Phiên bản trong văn hóa Nhật, Kirin, giống với kỳ lân phương Tây hơn, ngay cả khi nó được dựa trên kỳ lân Trung Hoa.

### Kỳ lân thời Trung cổ

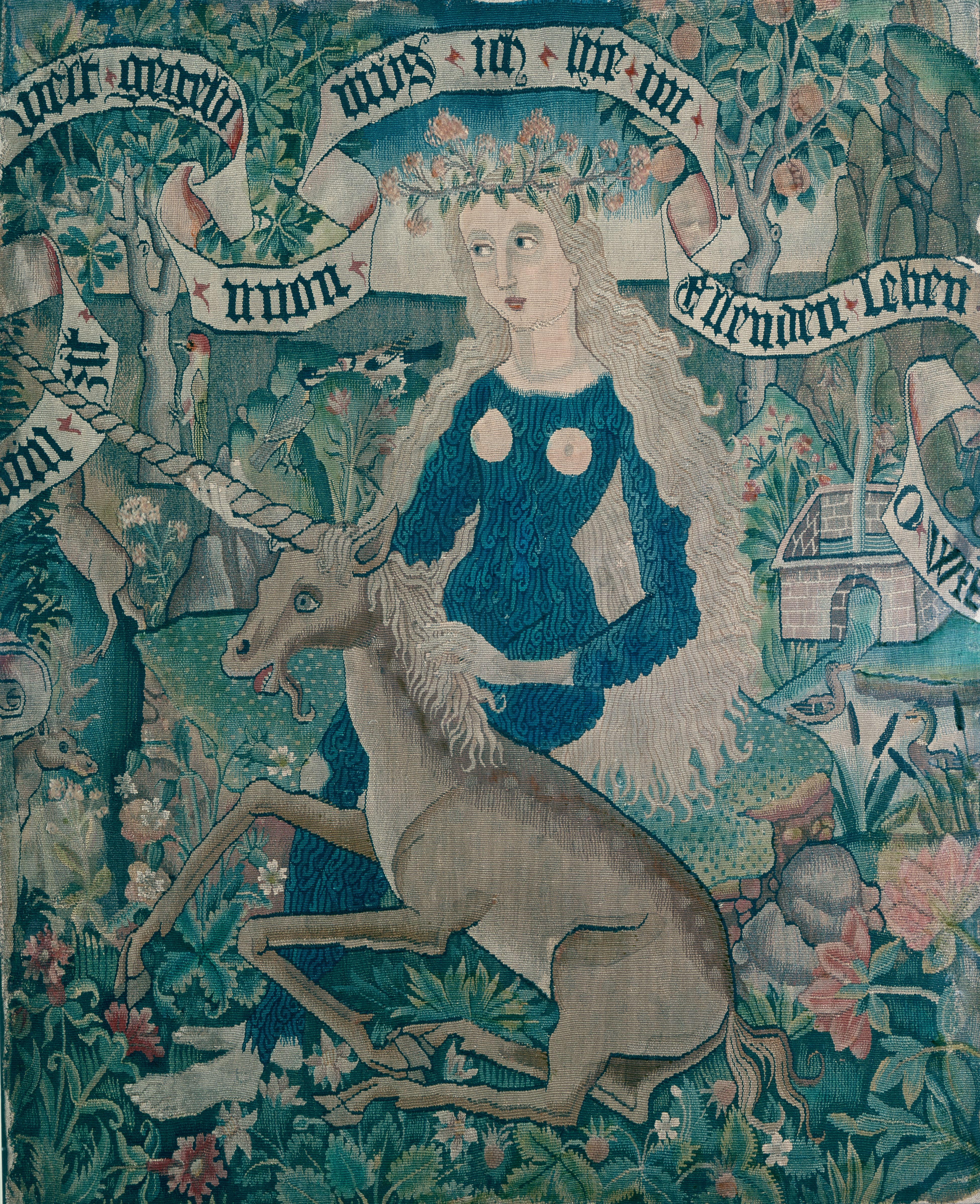
Bức Thiếu nữ hoang dã bên kỳ lân (1500-1510), Bảo tàng lịch sử Basel

Những kiến thức thời Trung cổ về loài sinh vật này bắt nguồn từ Kinh Thánh và những nguồn cổ xưa về những sinh vật giống lừa hoang dã, dê, hay ngựa. Những câu truyện ngụ ngôn về thú vật thời Trung cổ đã phổ biến một hình tượng tinh tế, trong đó con kỳ lân được Maria Đồng Trinh Maria nuôi giữ. Ngay khi con kỳ lân nhìn thấy bà, nó ngả đầu vào lòng bà và thiếp ngủ. Điều này trở thành một biểu tượng cơ bản làm cơ sở cho những ý niệm về loài kỳ lân, chứng minh sự xuất hiện của nó trong mọi hình thức nghệ thuật tôn giáo. Hai lý giải chính cho biểu tượng kỳ lân trong Ngoại giáo và Công giáo khác nhau. Diễn giải của Ngoại giáo tập trung vào tri thức Trung cổ về những người tình dối lừa, trong khi một số bản viết Công giáo giải thích cái chết của kỳ lân như những khổ hình của Chúa Kitô.

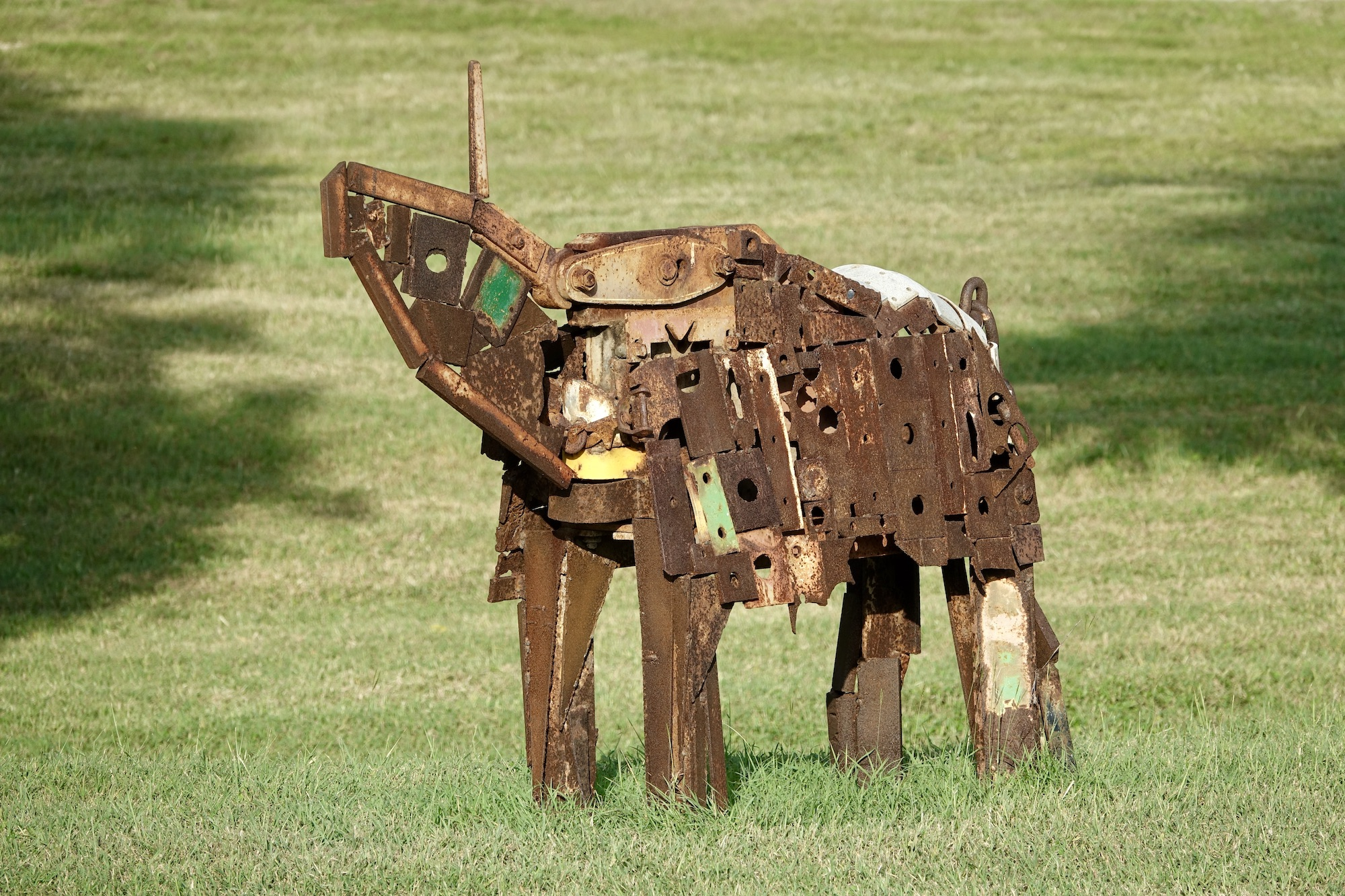
Tượng Eenhoorn, nguyên mẫu của kỳ lân một sừng, trông giống con tê giác

Kỳ lân từ lâu đã được xác định là một biểu tượng của Chúa Kitô trong Công giáo, cho phép các biểu tượng ngoại giáo truyền thống của kỳ lân được chấp nhận trong học thuyết tôn giáo. Các huyền thoại nguyên bản chỉ đến một con thú với một sừng mà chỉ có thể được thuần dưỡng bởi một thiếu nữ đồng trinh; sau đó, một số học giả Công giáo cho điều này thành một biểu tượng cho mối quan hệ của Chúa Kitô với Maria Đồng trinh Maria. Điều thú vị là, thuật ngữ tập thể cho một đàn kỳ lân đã được đề xuất như là “một phước lành của kỳ lân” (tiếng Anh: a blessing of unicorns). Cùng với sự gia tăng của chủ nghĩa nhân văn, kỳ lân còn mang biểu tượng của tình yêu trong sáng và hôn nhân chung thủy.
Kỳ lân được cho là chỉ được thuần dưỡng bởi những trinh nữ. Điều này được phổ biến trong các câu chuyện dân gian thời Trung cổ. Những con kỳ lân được cho là có thể phân biệt được một người phụ nữ còn trinh hay không. Trong một số câu chuyện, kỳ lân chỉ được cưỡi bởi trinh nữ. Trong khi đó, Marco Polo đã miêu tả chúng là “... nhỏ hơn con voi một chút. Chúng có bộ lông như trâu và bàn chân thì giống của voi. Chúng có một cái sừng đen ở giữa trán... Chúng có cái đầu giống loài lợn lòi hoang dã... Chúng dành phần thời gian đầm mình vào bãi bùn. Trông chúng rất bẩn thỉu. Chúng không giống tất cả những gì mà chúng ta đã miêu tả khi liên hệ với việc chúng được nuôi dưỡng bởi những trinh nữ, thực sự trái ngược với ý niệm của chúng ta”, rõ ràng là Marco Polo đang nói đến một con tê giác. Tại Đức, từ thế kỷ 16, từ Einhorn (tiếng Anh: one-horn, tiếng Việt: một sừng) đã miêu tả một vài loài tê giác. Người Na Uy cổ thì tin rằng kỳ lân biển đã xác minh sự tồn tại của kỳ lân. Sừng của kỳ lân biển được cho là xuất phát từ một chiếc răng của hàm trên và phát triển ra bên ngoài. Theo Ngài Thomas Browne, sừng kỳ lân có thể trung hòa chất độc, nên được dùng làm ly trong các nghi lễ. Thậm chí, ngai vàng hoàng gia Đan Mạch cũng được cho là làm bằng sừng kỳ lân.

### Săn bắt kỳ lân
Một phương thức truyền thống để săn kỳ lân là bẫy chúng bằng một trinh nữ. Leonardo da Vinci viết trong sổ ghi chú của ông: Kỳ lân, ngoài thái độ không đúng mức và không biết cách kiểm soát bản thân, với tình cảm hướng tới những trinh nữ đã khiến nó quên đi tính dữ tợn và hoang dại; để đi tới và nằm ngủ trong lòng những thiếu nữ. Sau đó, người thợ săn chỉ việc tới bắt chúng

### Trên thảm

Tấm thảm ‘’Trinh nữ với kỳ lân’’, thế kỷ 15, hiện trưng bày tại Bảo tàng quốc gia Trung Cổ, Paris

Thời Gothic, hàng loạt bộ bảy chiếc thảm thêu về Việc săn bắt kỳ lân đã trở nên nổi tiếng và là một mũi nhọn đắt giá trong ngành sản xuất thảm châu Âu, kếp hợp cả hai chủ đề thế tục và tôn giáo. Hiện nay, những tấm thảm thêu như vậy được treo tại Tu viện của Bảo tàng Nghệ thuật Metropolitan, thành phố New York.
Trong loạt thảm này là hình ảnh những quý tộc giàu sang, được hộ tống bởi các thợ săn và chó săn, đuổi theo một con kỳ lân trên một phông nền hoa hay những tòa nhà và khu vườn. Họ bắt con thú vào lồng với sự giúp đỡ của một thiếu nữ và đem nó trở về lâu đài. Ở bản cuối cùng và cũng là bản nổi tiếng nhất, "Con kỳ lân trong vòng câu thúc", nó vẫn sống vui vẻ bên cạnh một cây lựu, bao quanh là hàng rào, trên một cánh đồng hoa. Các học giả phỏng đoán rằng những vết đỏ trên sườn của nó không phải là máu mà đúng hơn là nước từ trái lựu đang rỏ xuống, đây là một biểu tượng của khả năng sinh sản. Tuy nhiên, ý nghĩa thực sự của con kỳ lân phục sinh đầy bí ẩn trong tấm thảm cuối cùng là vẫn chưa rõ ràng. Phiên bản này được dệt vào khoảng những năm 1500 tại Vùng đất trũng, có thể là Brussels hoặc Liége.
Một bộ sáu chiếc thảm nổi tiếng khác là Thiếu nữ với kỳ lân (tiếng Pháp: Dame à la licorne) đang được trưng bày trong Bảo tàng quốc gia Trung Cổ, Paris, cũng được dệt tại miền Nam Hà Lan trước năm 1500. Bản sao của những tấm thảm kỳ lân hiện đang được dệt lại cho mục đích trưng bày lâu dài trong lâu đài Stirling, Scotland, để thay thế cho phiên bản vào thế kỷ 16.

### Huy hiệu
Trên huy hiệu, kỳ lân được mô tả như một con ngựa với móng xẻ và bộ râu của dê, đuôi của sư tử, và một chiếc sừng xoắn ốc mảnh mai trên trán. Tuy là một biểu tượng của sự Hiện thân, kỳ lân không sớm sử dụng rộng rãi trên huy hiệu, và chỉ trở nên phổ biến từ thế kỷ 15. Nó được biết đến nhiều nhất trong huy hiệu hoàng gia của Scotland và Vương Quốc Anh.

Huy hiệu Scotland
Huy hiệu Saint-Lô, Pháp
Huy hiệu Líšnice, Cộng hòa Séc
Huy hiệu Ramosch, Thụy Sĩ
Huy hiệu Schwäbisch Gmünd, Đức
Huy hiệu Giengen, Đức

### Bằng chứng

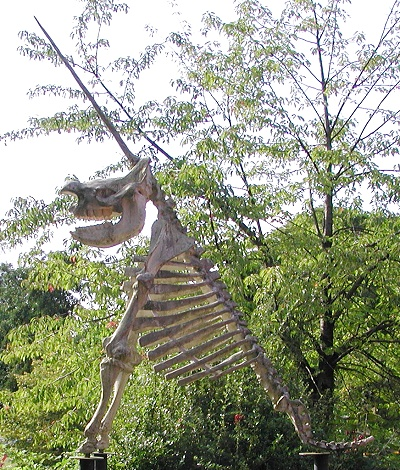
Bộ xương kỳ lân của Ngài Otto von Guericke, trưng bày gần vườn thú Osnabrück

### Tê giác cổ

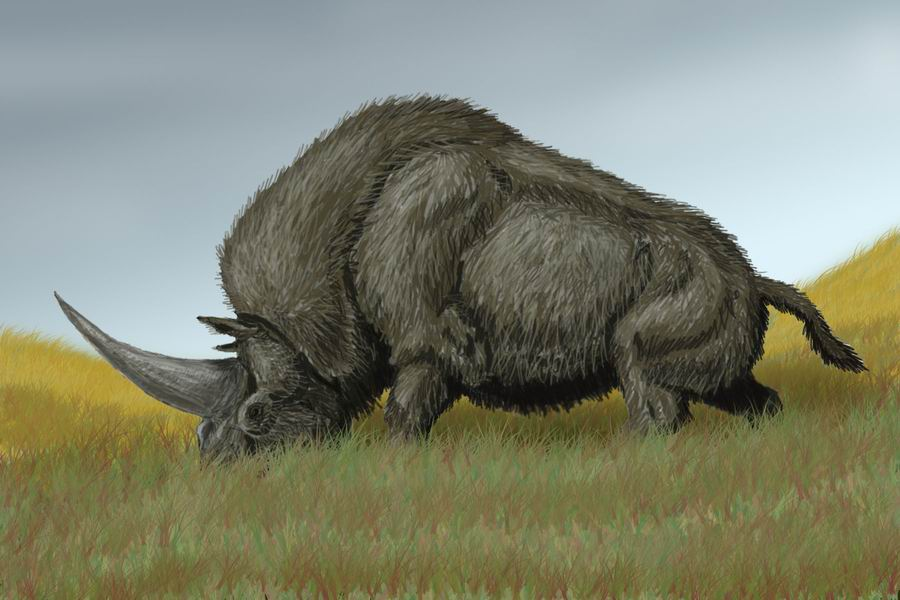
Con elasmotherium

### Kỳ lân biển

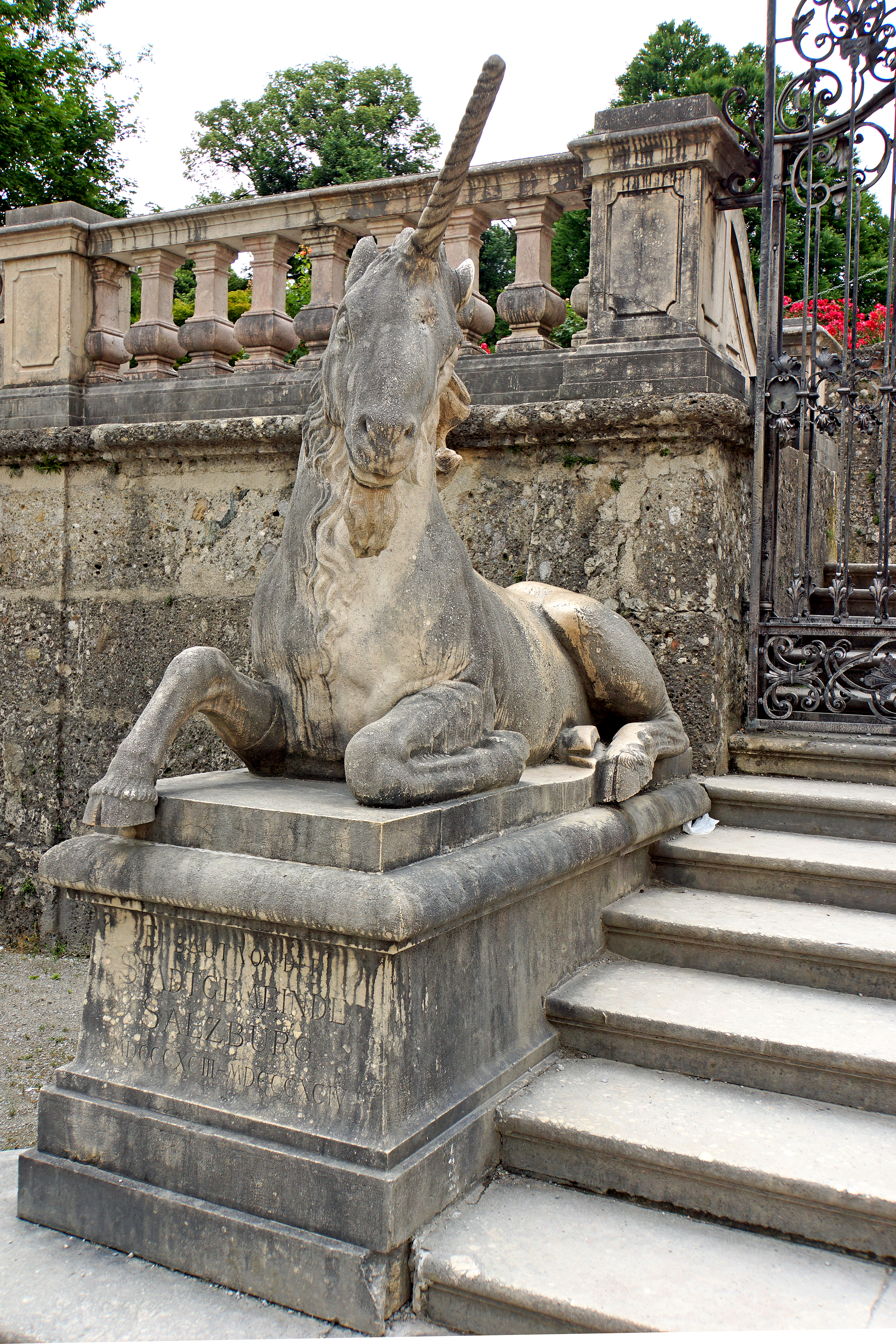
Tượng đá về con kỳ lân